# 山本駅 (兵庫県)
山本駅 （やまもとえき）は、兵庫県宝塚市平井一丁目にある、阪急電鉄宝塚本線の駅。2003年8月30日以降はすべての列車が停車している。駅番号はHK-52。
阪急不動産が開発する宝塚山手台住宅への玄関口である。また、宝塚市内における宝塚本線の駅では宝塚駅に次いで乗降客数が多く、特急や快速急行が運転されていた時分にはその停車駅にもなっていた。

## 歴史
開業当初の駅はホームの有効長が2両程度の小さな駅で、3両編成の列車は通過し、2両編成の列車も乗客からの申し出が無ければ通過することになっていた。現在の山本駅は戦時中に旧山本駅と平井駅（ひらいえき）を統合したもので、両駅の中間よりやや平井駅寄りに設置され、所在地も平井となっているが、駅名は山本とされた。そのため、住民の希望により「平井」が副駅名として括弧書きで記されている。また、旧山本駅の位置にある民家のブロック塀には駅が所在した旨を記したプレートが埋め込まれている。
1989年には宝塚山手台住宅地の開発に合わせて駅の改良が行われ、それまで駅の北側にあった改札が地下化された。

### 年表
- 1910年（明治43年）
  - 3月10日：箕面有馬電気軌道（のちの阪急電鉄）開通と同時に山本駅開業[9]。阪急電鉄最古の駅の一つ。
  - 10月23日：花屋敷駅（1962年に雲雀丘花屋敷駅に統合）- 山本駅間に平井駅が開業[5]。
- 1944年（昭和19年）9月1日：平井駅を山本駅に統合し、現在位置に移設[9]。
- 1989年（平成元年）8月1日：地下駅舎化[10]。
- 2000年（平成12年）6月4日：特急[11]停車駅となる。
- 2013年（平成25年）12月21日：駅番号導入[12][13]。

## 駅構造
相対式ホーム2面2線を有する地上駅。分岐器や絶対信号機を持たないため停留所に分類される。改札口は地下に設置されているが、駅が山裾に位置している関係で駅南側と同一平面上にある。駅の北側広場には地下駐輪場およびバスやタクシーのりばがある。
トイレは大阪方面ホームにある。

### のりば
| 号線 | 路線      | 方向 | 行先                                   |
| ---- | --------- | ---- | -------------------------------------- |
| 1    | ■宝塚本線 | 下り | 宝塚・神戸・西宮北口・仁川・今津方面   |
| 2    | ■宝塚本線 | 上り | 大阪梅田・十三・箕面・京都・北千里方面 |

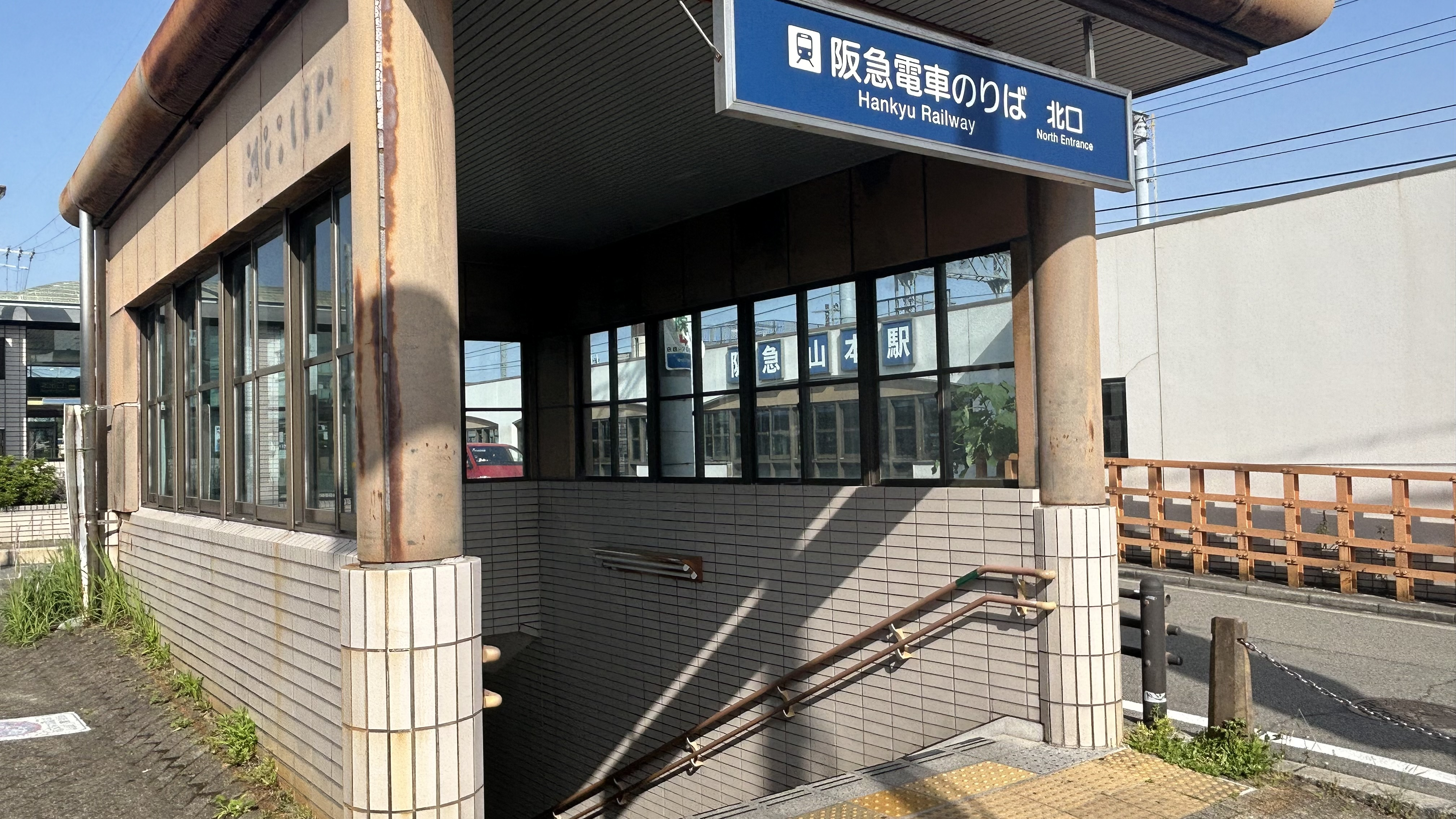
北口
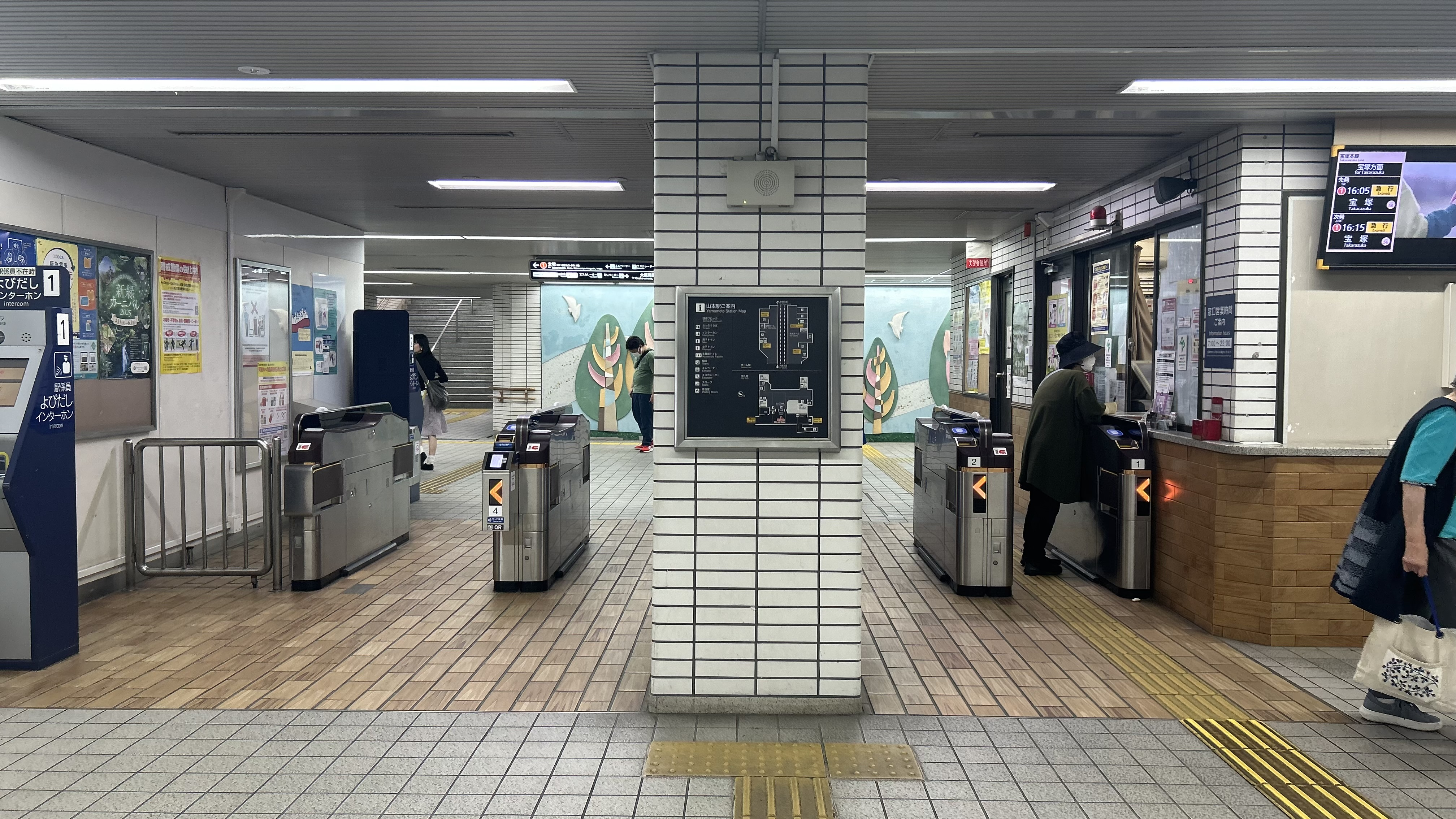
改札口
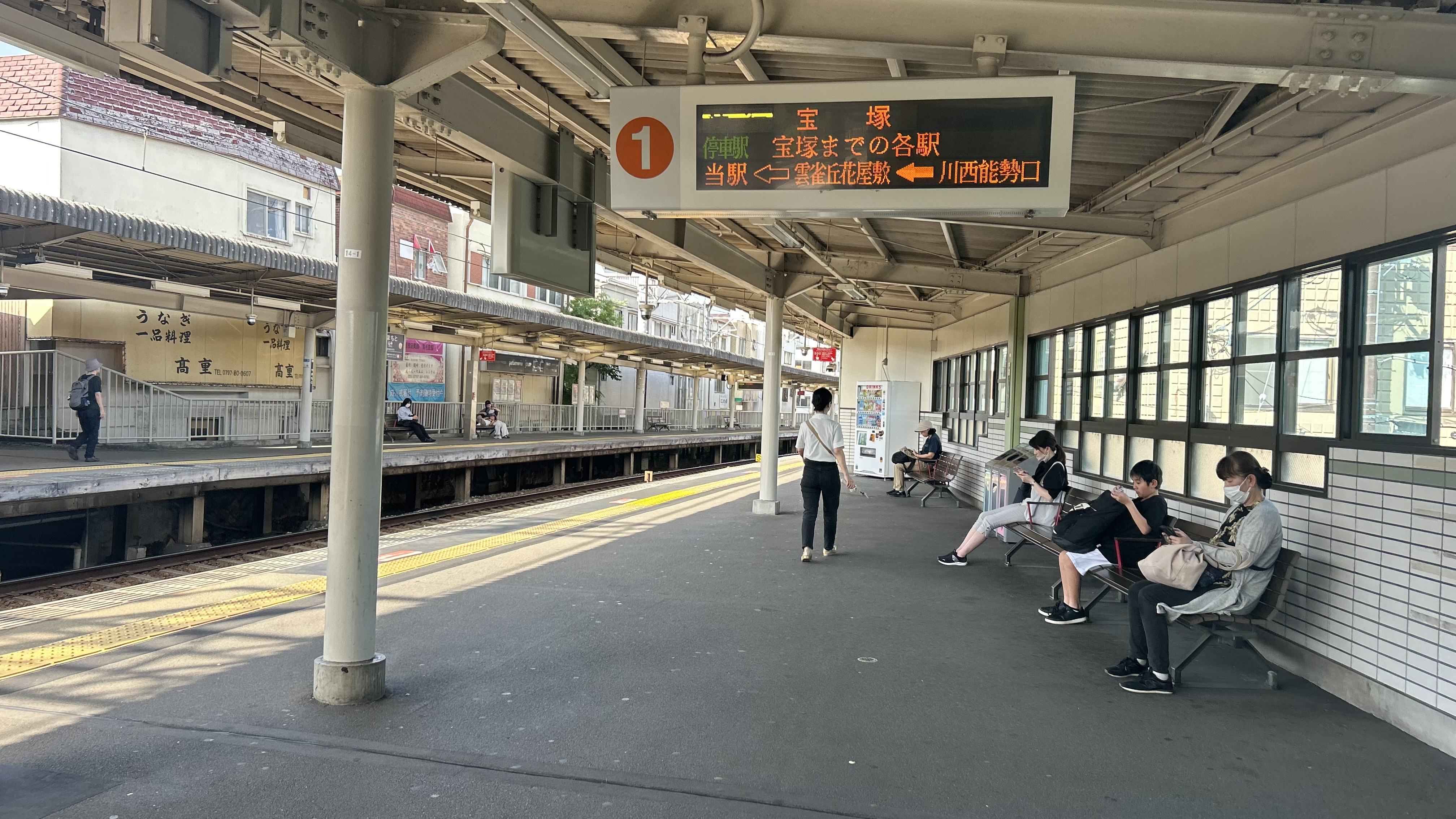
1号線ホーム
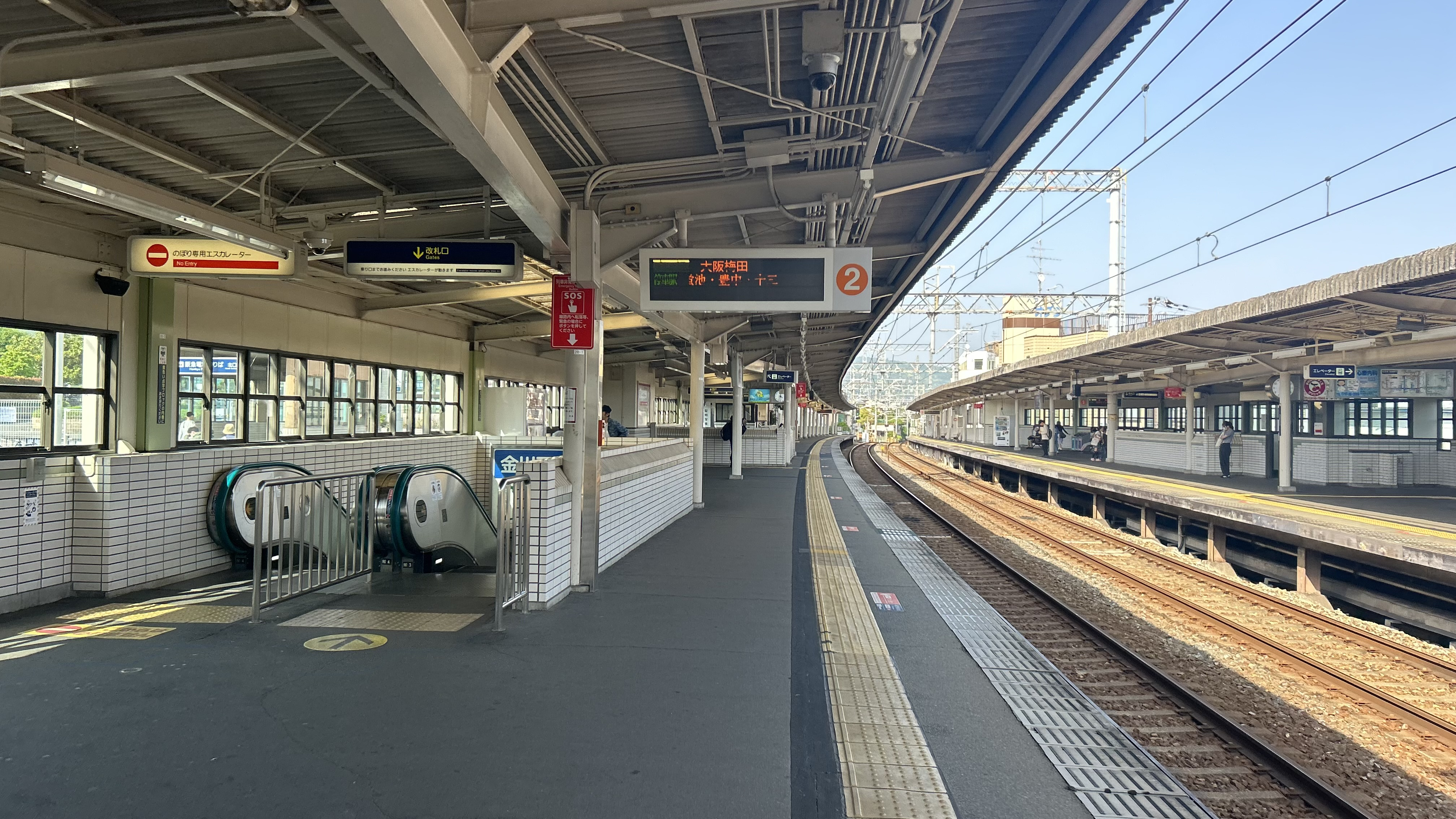
2号線ホーム
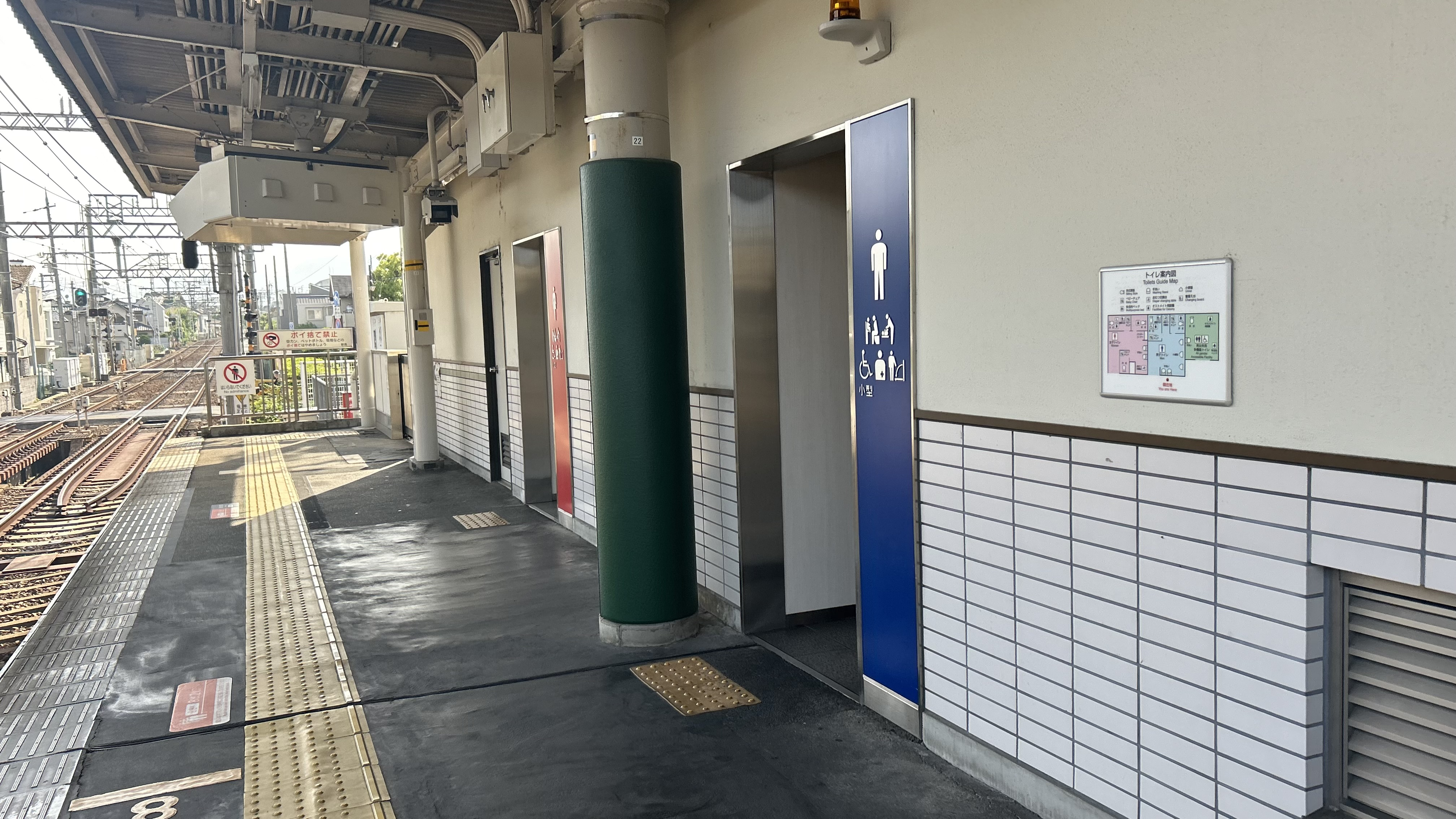
トイレ
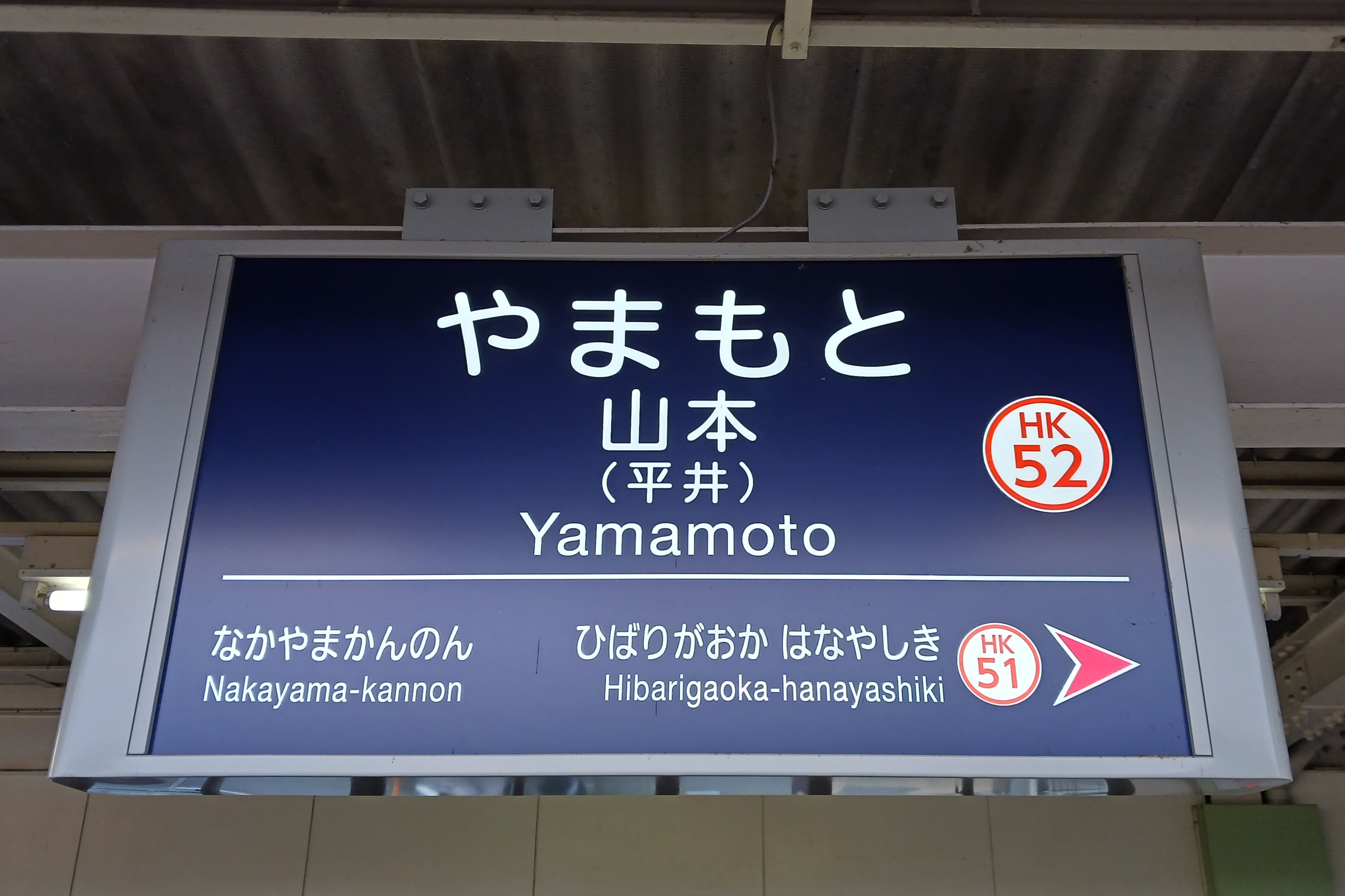
駅名標（副駅名として「平井」が付されている）

## 利用状況
2023年（令和5年）の通年平均の乗降人員は15,310人である。阪急電鉄全90駅中50位である。
各年度の特定日における1日の乗車・乗降人員推移は下表の通り。
| 年度               | 特定日   | 特定日   |
| 年度               | 乗降人員 | 乗車人員 |
| ------------------ | -------- | -------- |
| 1996年（平成08年） | 14,118   | 7,115    |
| 1997年（平成09年） | 15,328   | 7,619    |
| 1998年（平成10年） | 15,704   | 7,847    |
| 1999年（平成11年） | -        | -        |
| 2000年（平成12年） | 18,829   | 9,886    |
| 2001年（平成13年） | 16,570   | 8,251    |
| 2002年（平成14年） | 16,251   | 7,999    |
| 2003年（平成15年） | 15,110   | 7,542    |
| 2004年（平成16年） | 16,700   | 8,256    |
| 2005年（平成17年） | 16,912   | 8,852    |
| 2006年（平成18年） | 16,282   | 8,192    |
| 2007年（平成19年） | 17,122   | 8,530    |
| 2008年（平成20年） | 17,209   | 8,573    |
| 2009年（平成21年） | 16,954   | 8,514    |
| 2010年（平成22年） | 17,547   | 8,856    |
| 2011年（平成23年） | 18,711   | 9,343    |
| 2012年（平成24年） | 17,891   | 9,045    |
| 2013年（平成25年） | 18,896   | 9,436    |
| 2014年（平成26年） | 19,029   | 9,586    |
| 2015年（平成27年） | 18,818   | 9,455    |
| 2016年（平成28年） | 18,752   | 9,411    |
| 2017年（平成29年） | 19,023   | 9,560    |
| 2018年（平成30年） | 18,964   | 9,537    |
| 2019年（令和元年） | 19,285   | 9,703    |

## 駅周辺
駅周辺は古くから園芸の街として知られ、駅北口には接ぎ木の技法を確立した坂上頼泰の顕徳碑がある。
- あいあいパーク[2]（徒歩約5分）
- 伊丹市立荒牧バラ公園[2]（徒歩約20分）
- 最明寺滝
- 松尾神社
- 天満神社
- 宝教寺
- 宝塚市長尾サービスセンター
- 宝塚山本郵便局
- コープこうべコープ山本
- 阪急宝塚山手台
- ニシイチドラッグ 健康館山本駅前店

### バス路線
駅前に「阪急山本駅」バス停があり、阪急バスの路線が乗り入れる。下記路線は2022年4月30日現在。
- 1のりば
  - 72系統（宝塚市内線） 野里方面行（口谷東経由）
  - 72系統（宝塚市内線） 阪急逆瀬川駅 行（JR中山寺駅（南口）・宝塚市立病院（玄関）・宝塚市役所前経由）
    - 72系統 野里方面行きは平日にのみ運行

  - 宝塚すみれ墓苑線 宝塚すみれ墓苑中央 行（宝塚すみれ墓苑管理事務所まで下車不可）
    - 宝塚すみれ墓苑線は特定日のみ運行

- 2のりば（宝塚山手台系統）
  - 84系統：宝塚山手台東三丁目方面行（宝塚山手台中央・山手台芝桜公園前経由）
  - 85系統：五月台六丁目方面循環（宝塚山手台中央・宝塚山手台四丁目・五月台五丁目経由）
  - 85系統：宝塚山手台四丁目 行（宝塚山手台中央経由）
  - 186系統：阪急中山観音駅（南口）行（宝塚山手台中央・宝塚山手台四丁目・五月台六丁目・五月台五丁目・桜台二丁目経由）
    - 五月台六丁目から先は150系統として運行。日中はJR中山寺駅（北口）経由。

  - 186系統：センター前止（深夜バス）

## 隣の駅
阪急電鉄
■宝塚本線
■急行・■通勤急行・■準急・■普通（通勤急行は宝塚行きのみ、準急は大阪梅田行きのみ運転）
雲雀丘花屋敷駅 (HK-51) - 山本駅 (HK-52) - 中山観音駅 (HK-53)
- 1961年（昭和36年）1月16日までは雲雀丘花屋敷駅の代わりに雲雀丘駅が存在した。